# 17972 Ascione
A 17972 Ascione (ideiglenes jelöléssel 1999 JH51) a Naprendszer kisbolygóövében található aszteroida. A LINEAR projekt keretében fedezték fel 1999. május 10-én.